# Diga di Ramadi
La diga di Ramadi è una diga dell'Iraq sul fiume Eufrate. Serve per il controllo del flusso delle acque in caso di inondazioni sul fiume Eufrate, mandando parte delle acque al lago Habbaniyah attraverso un canale.
Si sperava che l'acqua cumulata da questa diga e dalla sua diga gemella, la diga di Samarra potessero essere utilizzate per l'irrigazione durante i mesi estivi, ma la forte evaporazione, insieme con la dissoluzione dei sali nel suolo della depressione hanno diminuito la qualità dell'acqua e reso impossibile l'irrigazione.